# Campionati italiani estivi di nuoto 1996
I Campionati italiani estivi di nuoto 1996 si sono svolti a Catania dal 21 al 24 agosto. È stata utilizzata la vasca da 50 metri.

## Podi

### Uomini
| Evento               | Oro                                                                                 | Tempo    | Argento                     | Tempo    | Bronzo                      | Tempo    |
| Stile libero         |                                                                                     |          |                             |          |                             |          |
| 50 m                 | René Gusperti                                                                       | 23"47    | Luca Giotti                 | 23"62    | Mauro Lanzoni               | 23"63    |
| 100 m                | Piermaria Siciliano                                                                 | 51"22    | Alessandro Bacchi           | 51"51    | Massimiliano Rosolino       | 51"57    |
| 200 m                | Emiliano Brembilla                                                                  | 1'49"51  | Piermaria Siciliano         | 1'50"34  | Massimiliano Rosolino       | 1'50"37  |
| 400 m                | Emiliano Brembilla                                                                  | 3'49"94  | Massimiliano Rosolino       | 3'54"88  | Bruno Capozzi               | 3'58"30  |
| 1500 m               | Emiliano Brembilla                                                                  | 15'23"87 | Marco Formentini            | 15'37"75 | Bruno Capozzi               | 15'50"57 |
| Dorso                |                                                                                     |          |                             |          |                             |          |
| 100 m                | Emanuele Merisi                                                                     | 55"69    | Stefano Battistelli         | 56"74    | Mirko Mazzari               | 58"01    |
| 200 m                | Emanuele Merisi                                                                     | 1'58"99  | Mirko Mazzari               | 2'01"42  | Stefano Battistelli         | 2'02"58  |
| Rana                 |                                                                                     |          |                             |          |                             |          |
| 100 m                | Domenico Fioravanti                                                                 | 1'03"88  | Fabio Farabegoli            | 1'05"60  | Massimo Parati              | 1'05"76  |
| 200 m                | Luca Sacchi                                                                         | 2'17"90  | Domenico Fioravanti         | 2'18"16  | Fabio Farabegoli            | 2'18"45  |
| Farfalla             |                                                                                     |          |                             |          |                             |          |
| 100 m                | Piermaria Siciliano                                                                 | 55"17    | Luis Alberto Laera          | 55"52    | Andrea Oriana               | 55"58    |
| 200 m                | Andrea Oriana                                                                       | 2'01"15  | Massimiliano Eroli          | 2'02"21  | Fabio Cornacchia            | 2'03"03  |
| Misti                |                                                                                     |          |                             |          |                             |          |
| 200 m                | Luca Sacchi                                                                         | 2'03"54  | Massimiliano Eroli          | 2'06"44  | Massimiliano Rosolino       | 2'07"80  |
| 400 m                | Luca Sacchi                                                                         | 4'20"73  | Massimiliano Eroli          | 4'22"81  | Claudio Ciapparelli         | 4'30"94  |
| Staffette            |                                                                                     |          |                             |          |                             |          |
| 4x100 m stile libero | Fiamme Gialle Emanuele Idini Luca Belfiore René Gusperti Piermaria Siciliano        | 3'27"46  | Snam                        | 3'27"96  | Centro Sportivo Carabinieri | 3'31"06  |
| 4x200 m stile libero | Fiamme Gialle Piermaria Siciliano Emanuele Idini Stefano Battistelli Moreno Gallina | 7'34"06  | Snam                        | 7'37"21  | Centro Sportivo Carabinieri | 7'43"69  |
| 4x100 m mista        | Fiamme Gialle                                                                       | 3'46"96  | Centro Sportivo Carabinieri | 3'47"00  | Snam                        | 3"50"43  |

### Donne
| Evento               | Oro                                                                                    | Tempo   | Argento             | Tempo   | Bronzo                | Tempo   |
| Stile libero         |                                                                                        |         |                     |         |                       |         |
| 50 m                 | Viviana Susin                                                                          | 26"99   | Cecilia Vianini     | 27"19   | Mara Salvatore        | 27"51   |
| 100 m                | Cecilia Vianini                                                                        | 57"56   | Viviana Susin       | 57"98   | Angela Grillo         | 59"02   |
| 200 m                | Cecilia Vianini                                                                        | 2'04"93 | Anna Simoni         | 2'06"33 | Cristina Bolzanello   | 2'06"38 |
| 400 m                | Anna Simoni                                                                            | 4'20"59 | Caterina Borgato    | 4'22"09 | Cristina Bolzanello   | 4'23"48 |
| 800 m                | Anna Simoni                                                                            | 8'55"71 | Lisa Giagnoni       | 8'57"68 | Viola Valli           | 8'57"88 |
| Dorso                |                                                                                        |         |                     |         |                       |         |
| 100 m                | Lorenza Vigarani                                                                       | 1'04"79 | Francesca Bissoli   | 1'05"17 | Maria Luisa Tavernini | 1'05"21 |
| 200 m                | Lorenza Vigarani                                                                       | 2'15"78 | Laura Porchianello  | 2'16"72 | Maria Luisa Tavernini | 2'18"18 |
| Rana                 |                                                                                        |         |                     |         |                       |         |
| 100 m                | Manuela Dalla Valle                                                                    | 1'11"02 | Sara Farina         | 1'12"45 | Chiara Negrini        | 1'14"65 |
| 200 m                | Manuela Dalla Valle                                                                    | 2'34"46 | Sara Farina         | 2'35"40 | Natascia Manzotti     | 2'37"37 |
| Farfalla             |                                                                                        |         |                     |         |                       |         |
| 100 m                | Francesca Bugamelli                                                                    | 1'02"14 | Monica Karina Vanni | 1'03"92 | Angela Peretti        | 1'04"76 |
| 200 m                | Paola Cavallino                                                                        | 2'16"81 | Elena Cuomo         | 2'17"05 | Francesca Bugamelli   | 2'18"41 |
| Misti                |                                                                                        |         |                     |         |                       |         |
| 200 m                | Francesca Bissoli                                                                      | 2'19"74 | Manuela Dalla Valle | 2'21"57 | Chiara Negrini        | 2'21"93 |
| 400 m                | Natascia Manzotti                                                                      | 4'55"01 | Laura Porchianello  | 4'56"53 | Francesca Bissoli     | 5'02"60 |
| Staffette            |                                                                                        |         |                     |         |                       |         |
| 4x100 m stile libero | President Bologna Mara Salvatore Dalla Casa Francesca Bugamelli Lorenza Vigarani       | 3'59"43 | DDS Milano          | 3'59"68 | Snam                  | 4'00"56 |
| 4x200 m stile libero | DDS Milano Caterina Borgato Federica Calore Lisa Giagnoni Manuela Dalla Valle          | 8'34"59 | Aurelia Nuoto       | 8'39"15 | Agip Gas Metano       | 8'40"24 |
| 4x100 m misti        | President Bologna Lorenza Vigarani Simona Brighetti Francesca Bugamelli Mara Salvatore | 4'22"38 | DDS Milano          | 4'24"76 | Livorno Nuoto         | 4'28"23 |

### Classifiche per società

#### Maschile
| Pos.    | Società | Pti |
| ------- | ------- | --- |
| Oro     |         |     |
| Argento |         |     |
| Bronzo  |         |     |
| 4.      |         |     |
| 5.      |         |     |
| 6.      |         |     |
| 7.      |         |     |
| 8.      |         |     |
| 9.      |         |     |
| 10.     |         |     |

#### Femminile
| Pos.    | Società | Pti |
| ------- | ------- | --- |
| Oro     |         |     |
| Argento |         |     |
| Bronzo  |         |     |
| 4.      |         |     |
| 5.      |         |     |
| 6.      |         |     |
| 7.      |         |     |
| 8.      |         |     |
| 9.      |         |     |
| 10.     |         |     |